# Jamie Campbell Bower
James Campbell Bower, ameriški televizijski in filmski igralec, *22. november 1988, London, Anglija, Združeno kraljestvo.

## Biografija

### Zgodnje in osebno življenje
V šoli (šolal se je na Bedales School) se je spoprijateljil z zdaj kar znano britansko pevko in igralkaigralko Lauro Michelle Kelly (prav ona ga je priporočila agentu in tako je bil Jamie Campbell Bower odkrit). Je član National Youth Music Theatre-a.

### Igralska kariera
Jamie Campbell Bower je svojo igralsko kariero začel leta 2007 v televizijski seriji The Dinner Party, malo pozneje istega leta pa je igral v filmu Sweeney Todd: The Demon Barber of Fleet Street. Leta 2008 igra v filmih RocknRolla in Winter in Wartime, letos pa smo ga videli v televizijski miniseriji The Prisoner, 26. novembra letos pa bo v Kolosej prišel film Mlada luna, kjer Jamie Campbell Bower igra vampirja Caiusa.
V filmih Harry Potter in Svetinje smrti I. in Harry Potter in Svetinje smrti II., ki prideta v kinematografe v letih 2010 in 2011, bo igral Gellerta Grindelwalda, coprnika, ki ga je dokončno onesposobil Albus Dumbledore.

## Filmografija
| Leto | Naslov                                         | Vloga               | Ostalo                    |
| ---- | ---------------------------------------------- | ------------------- | ------------------------- |
| 2007 | The Dinner Party                               | Douglas             | TV produkcija             |
| 2007 | Sweeney Todd: The Demon Barber of Fleet Street | Anthony Hope        | Režiser: Tim Burton       |
| 2008 | RocknRolla                                     | Rocker              | Režiser: Guy Ritchie      |
| 2008 | Winter in Wartime                              | Jack                | Režiser: Martin Koolhoven |
| 2009 | The Prisoner                                   | 11 - 12             | TV miniserije             |
| 2009 | Mlada luna                                     | Caius               | post-produkcija           |
| 2010 | Harry Potter in Svetinje smrti I.              | Gellert Grindelwald | V snemanju                |
| 2010 | Igra prestolov                                 | Ser Waymar Royce    |                           |
| 2010 | London Boulevard                               |                     | post-produkcija           |
| 2011 | Harry Potter in Svetinje smrti II.             | Gellert Grindelwald | V snemanju                |
| 2013 | The Mortal Instruments: City of Bones          | Jace                |                           |